# Стенлі Болдвін
Сте́нлі Бо́лдвін (англ. Stanley Baldwin; 3 серпня 1867 — 14 грудня 1947) — британський державний діяч, лідер консерваторів, співвласник великої сталеливарної фірми «Болдвін лімітед». Брав активну участь у політичному житті Англії з 1908. В 1923—1924, 1924—1929, 1935—1937 був прем'єр-міністром Великої Британії.
Уряд Болдвіна відмовився від ратифікації англо-радянського договору 1924, в 1927 — розірвав дипломатичні відносини з СРСР.

## Життєпис
У 1908 році, після смерті батька, який був членом парламенту, Болдвіна обрали на його місце від партії консерваторів.
У 1916 році Болдуін став парламентським секретарем Бонара Лоу, потім фінансовим секретарем казначейства та увійшов до складу кабінету міністрів повоєнного коаліційного уряду Ллойд Джорджа як міністр торгівлі.
У жовтні 1922 року, ставши спікером від Консервативної партії, він вирішив вийти з коаліції і вести передвиборчу боротьбу самостійно. Ллойд Джордж пішов у відставку і консерватори переконали Лоу повернутися до політики як їхнього лідера. Отримавши на грудневих виборах 1922 більшість голосів, Лоу став прем'єр-міністром, а Болдвін — міністром фінансів.
У 1923 році як міністр фінансів він підписав угоду про сплату боргів США за військовими кредитами, що спричинило хвилю критики в Англії.
Перше прем'єрство Болдвіна (він зайняв цю посаду у травні 1923 у зв'язку з хворобою Лоу) тривало лише кілька місяців. На загальних виборах Болдвін зазнав поразки, й до влади прийшов перший лейбористський уряд Рамсея Макдональда. Треті вибори 1924 знову привели Болдвіна до перемоги, друге його прем'єрство тривало з 1924 до 1929 року. У 1926 році в Англії було проведено перший загальний страйк. У 1927 році було ухвалено закон «Про промислові конфлікти і тред-юніон», який забороняв загальні страйки та розглядав їх як кримінальний злочин. Другий лейбористський уряд, який змінив консерваторів, був змушений діяти в умовах економічної кризи 1929 року. У 1931 році було сформовано коаліційний уряд на чолі з Макдональдом. Болдвін, який очолював найбільшу урядову фракцію — Консервативної партії, займав пост лорда-голови Ради, заступника прем'єра. Втретє він став прем'єр-міністром у 1935 році, після відставки Макдональда.
У галузі зовнішньої політики Болдвін дотримувався тактики вичікування, що виявилась абсолютно неприйнятною у напруженій обстановці кінця 1930-х років. Болдвін не прислухався до попереджень Вінстона Черчилля та інших політиків, які вказували на небезпеку, що походить з боку гітлерівської Німеччини. У 1937 році Болдвін відійшов від політики, але перед цим завершив справу зі зречення короля Едуарда VIII.
Коли почалась Друга світова війна, Болдвіна почали звинувачувати в тому, що він допустив послаблення обороноздатності країни.
Помер Болдвін в Естлі-голі (Стоурпорт-он-Северн) 14 грудня 1947 року.